# STEP (SM☆SHの曲)
「STEP」（ステップ）は、SM☆SHの5枚目のシングル。

## 解説
- SM☆SHのシングル表題曲としては初のバラードで、作詞・作曲はSo'FlyのGIORGIO 13が担当した。
- 初回盤AはDVD付き、初回盤Bはフォトブック、通常盤はトレーディングカード封入で、それぞれ違うチケットも封入している。
- フジテレビ系「HEY!HEY!HEY! MUSIC CHAMP」エンディング・テーマ。

## 批評
CDジャーナルは「ロマンティックなトラックの上で、切ないメロディと優しい歌声が交差する極上のミディアム・チューンに仕上がっている」と評した。

## 収録曲

### CD
1. STEP
作詞・作曲・編曲：GIORGIO 13
2. 逢いたくて
作詞：三枝幸子・小澤正澄　作曲・編曲：小澤正澄
3. STEP (inst.) - 初回盤のみ
4. 逢いたくて (inst.) - 初回盤のみ

### DVD
1. STEP
2. STEP (Making)